# Gonocephalus chamaeleontinus
Gonocephalus chamaeleontinus es una especie de reptil escamoso del género Gonocephalus, familia Agamidae. Fue descrita científicamente por Laurenti en 1768.
Habita en Indonesia y Malasia. Esta especie es robusta y de tamaño mediano ya que mide aproximadamente  100–180 mm. Presenta un cuerpo comprimido, con escamas dorsales granuladas de diferentes tamaños y formas y ausencia de espinas en la parte de la cabeza.